# Zacharias Wagenaer
Zacharias Wagenaer (1614 i Dresden–1668 i Amsterdam), også kendt som Wagenaar eller Wagner, var en eventyrer og rejsende i det 17. århundrede og ansat i de hollandske Vestindiske og Ostindiske (VOC) kompagnierne i forskellige opdrag til Brasilien, Kina og Japan.
I en alder af 19 år drog Wagenaer til Hamborg hvor han ikke fandt nogen muligheder for at realisere sine rejseplaner. Han drog derfor til Amsterdam hvor han arbejdede som skriver hos boghandleren Wilhelm Janson Blauen og begyndte at tegne. Fra råd fra boghandleren hyrede han sig som soldat på et større krigsskib, "Amsterdam", og kom til Recife i Ny-Holland (hollandsk Brasilien). Efter ankomsten sluttede han i militærtjenesten og begyndte at arbejde som skriver for den hollandske guvernør Johann Moritz af Nassau.
I Brasilien hjalp han Johannes de Laet og Caspar van Baerle med at skrive deres værker om datidens Brasilien. Efter at han returnerede fra Brasilien offentliggjorde han 109 tegninger i en dyrebog.
Han var chefofficer (opperhoofd) VOC på den lille ø Kyushu ved Dejima i Nagasaki–bugten. Han tjente i to perioder, 1. november 1656 til 27. oktober 1657 og fra 22. oktober 1658 til 4. november 1659.
Wagenaer overtog som guvernør i Kapkolonien efter Jan van Riebeeck 6. maj 1662 og havde stillingen til 27. september 1666.